# Клевер угловатый
Кле́вер углова́тый (лат. Trifolium angulatum) — однолетнее травянистое растение, вид рода Клевер (Trifolium) трибы Клеверные (Trifolieae) подсемейства Мотыльковых (Faboideae) семейства Бобовых (Fabaceae).

## Ботаническое описание
Травянистое растение, разветвлённое от основания. Стебель голый, восходящий, высотой 10—40 см, в узлах немного изогнут.
Прилистники оттянуто-заострённые, основание яйцевидной формы. Черешки, как правило, по длине равны листочкам, за исключением нижних листочков. Листочки клиновидные, от обратнояйцевидной до обратно-ланцетной формы, с каждой стороны имеется 8—13 жилок. Длина листочков 0,8—1,8 см.
Соцветие — головка, расположены на ножке длиной 1—3 см. Форма головок шарообразная, длина 1,5 см, рыхлые, на поникших цветках принимают полу-шарообразную форму. Цветоносы по длине равны 3 мм, поникающие при плодах. Чашечка узко-колокольчатая, длиной около 5 мм, немного более половины надрезана на зубцы шиловидной формы, промежуточные жилки слабо заметны. Венчик красноватого цвета, длиной до 8 мм. Самоопыляющееся растение. Количество хромосом 2n = 16.
Завязь ланцетной формы, практически сидячая, семязачатков обычно 4. Плод — боб, в нём располагается 3—4 семени, с заметными перетяжками между ними. Цветение происходит в мае. Плодоносит в июне.
Вид описан из Венгрии.

## Экология и распространение
Клевер угловатый произрастает на солонцеватых лугах. Человеком используется как кормовое растение. Распространён в Грузии, России (Ставропольский край, Краснодарский край, Чечено-Ингушетия), Чехии, Венгрии, Словакии, Украине (Херсонская область), странах бывшей Югославии и Румынии.

## Классификация
Вид Клевер угловатый входит в род Клевер (Trifolium) трибу Клеверные (Trifolieae) подсемейство Мотыльковые (Faboideae) семейство Бобовые (Fabaceae).
|  |                          |  |                                                           |                                                           |                   |  | ещё 3 семейства (согласно Системе APG II) | ещё 3 семейства (согласно Системе APG II) |                          |  |  |  | ещё 27 триб          | ещё 27 триб |  |  |  |  | ещё около 300 видов | ещё около 300 видов |
|  |                          |  |                                                           |                                                           |                   |  | ещё 3 семейства (согласно Системе APG II) | ещё 3 семейства (согласно Системе APG II) |                          |  |  |  | ещё 27 триб          | ещё 27 триб |  |  |  |  | ещё около 300 видов | ещё около 300 видов |
|  |                          |  |                                                           | порядок Бобовоцветные                                     |                   |  |                                           |                                           | подсемейство Мотыльковые |  |  |  |                      | род Клевер  |  |  |  |  |                     |                     |
|  |                          |  |                                                           | порядок Бобовоцветные                                     |                   |  |                                           |                                           | подсемейство Мотыльковые |  |  |  |                      | род Клевер  |  |  |  |  |                     |                     |
|  | отдел Цветковые растения |  |                                                           |                                                           | семейство Бобовые |  |                                           |                                           | триба Клеверные          |  |  |  | вид Клевер угловатый |             |  |  |  |  |                     |                     |
|  | отдел Цветковые растения |  |                                                           |                                                           |                   |  |                                           |                                           |                          |  |  |  |                      |             |  |  |  |  |                     |                     |
|  |                          |  | ещё 45 порядков покрытосеменных (согласно Системе APG II) | ещё 45 порядков покрытосеменных (согласно Системе APG II) |                   |  |                                           | ещё 2 подсемейства                        | ещё 2 подсемейства       |  |  |  | ещё 5 родов          | ещё 5 родов |  |  |  |  |                     |                     |
|  |                          |  |                                                           | ещё 45 порядков покрытосеменных (согласно Системе APG II) |                   |  |                                           |                                           | ещё 2 подсемейства       |  |  |  |                      | ещё 5 родов |  |  |  |  |                     |                     |